# Ніколає-Белческу (Телеорман)
Ніколає-Белческу (рум. Nicolae Bălcescu) — село у повіті Телеорман в Румунії. Входить до складу комуни Келмецую.
Село розташоване на відстані 113 км на південний захід від Бухареста, 40 км на захід від Александрії, 90 км на південний схід від Крайови.

## Населення
За даними перепису населення 2002 року у селі проживали 878 осіб, усі — румуни. Усі жителі села рідною мовою назвали румунську.